# Paramilitär
Paramilitär är något som påminner om, eller är, en väpnad grupp som organiserats som ett militärt förband och som antas tillfälligt kunna strida som militär. Förleden "para-" anger att paramilitären är bredvid eller emot militären. Med paramilitär avses därför som regel framför allt sådana väpnade grupper som är emot staten, och ofta avses gerillakrigföring. Jämför även levée en masse.
Beroende på relation till fienden och beroende på organisation och krigstaktik, kan paramilitär utgöras av legosoldater, gerilla, milis, terrorister, gendarmeri och polis. Andra exempel är SA och SS i Nazityskland. Paramilitär verksamhet kan även exempelvis vara när ett politiskt parti eller rörelse börjar organisera sig som militär när det inte råder en väpnad konflikt. Kombattanter däremot deltar i rådande väpnade konflikter.
Paramilitär kan bilda parallellsamhällen; så har exempelvis Basij i Iran beskrivits. En paramilitär måste inte vara fiende till staten. I Sydamerika har stater anlitat paramilitära grupper för "smutsiga jobb", och samma grupper har också använts av den organiserade brottsligheten i narkotikasmuggling, -framställning och -handel. Colombia är en stat som utpekats ha blivit paramilitariserat, eftersom paramilitären fått stort inflytande. Paramilitären där legitimerades av vänstergrupper till en början av att den var politiskt nödvändig, men skapade en para-narkostat av samhället.